# 圣玛尔定广场
43°50′26.90″N 10°30′18.71″E / 43.8408056°N 10.5051972°E

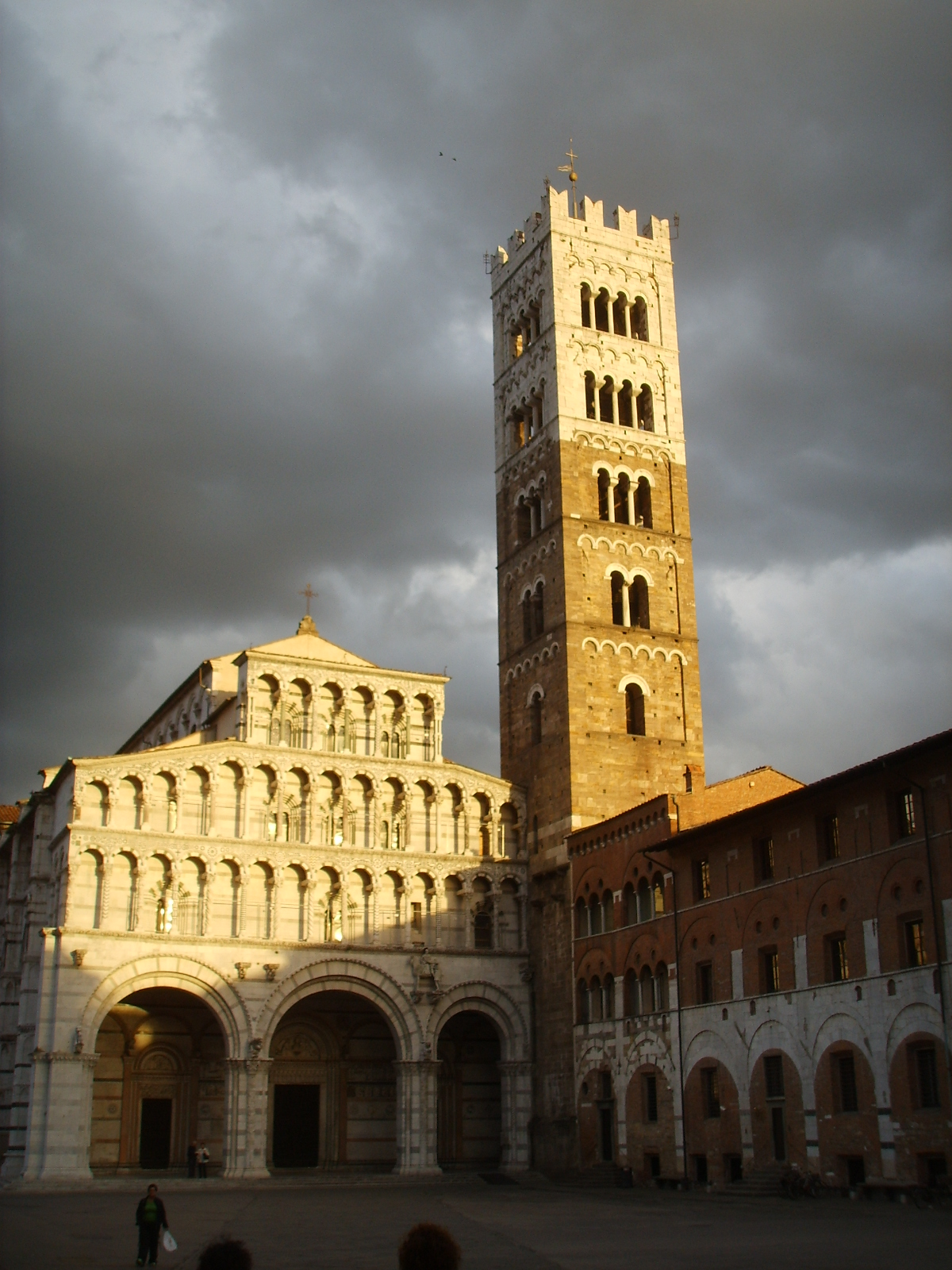
圣玛尔定广场

圣玛尔定广场（Piazza San Martino）是意大利中部城市卢卡市中心的一个广场，卢卡主教座堂供奉都尔的玛尔定，其不对称的立面统治着广场，有高大的拱廊和钟楼。
其对面是由Bartolomeo Ammannati设计的伯纳迪宫（Palazzo Bernardi）（1556年），其立面延伸出去一面高墙，环绕了宫殿的花园。
旁边的广场是Antelminelli广场（piazza Antelminelli），有由洛伦索诺托利尼（Lorenzo Nottolini）设计的喷泉。